# Tomarctus
Tomarctus — рід псових з вимерлої підродини Borophaginae, яка населяла більшу частину Північної Америки від пізнього раннього міоцену до раннього барстовського віку середнього міоцену (23–16 мільйонів років тому).

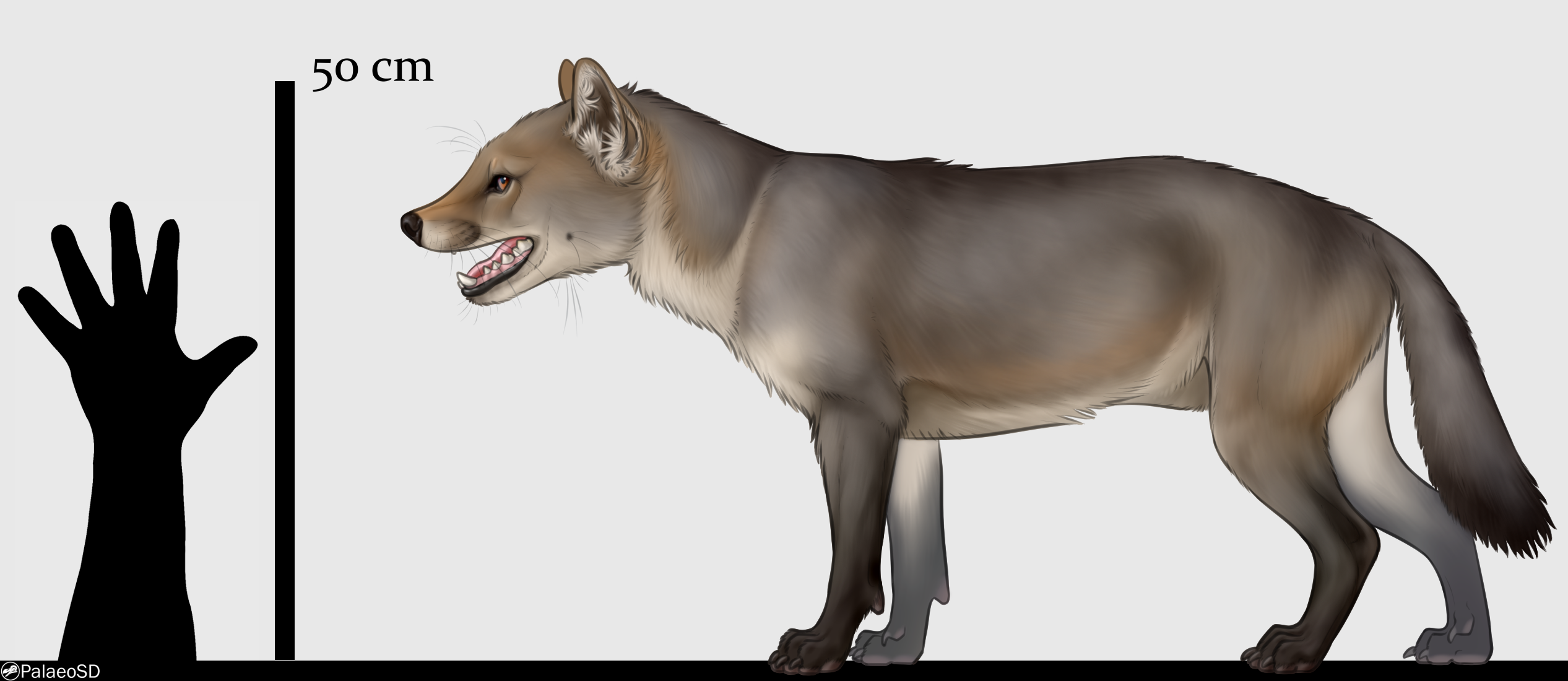
Реконструкція Tomarctus brevirostris